# Koronka (modlitwa maryjna)
Koronki ku czci Najświętszej Maryi Panny – szereg modlitw polegających na powtarzaniu od kilku do kilkuset razy określonej jednej modlitwy. Przedmiot używany podczas modlitwy to zazwyczaj sznur modlitewny lub specjalny pierścień.
Przykładowe koronki:
- Różaniec – najbardziej rozpowszechniona forma modlitwy
- Koronka do Serca Maryi
- Koronka do Najświętszej Maryi Panny Niepokalanie Poczętej
- Koronka do Siedmiu Boleści Najświętszej Maryi Panny (koronka serwitów)
- Koronka do Siedmiu Radości Najświętszej Maryi Panny (koronka franciszkańska)
- Koronka do Błogosławionej Dziewicy Maryi (koronka brygidiańska)
- Koronka do Matki Bożej od Przenajświętszego Sakramentu (koronka norbertańska)
- Koronka do Matki Bożej Dobrej Rady (koronka augustiańska)
- Koronka do Matki Bożej Miłosierdzia
- Koronka do Matki Bożej Nieustającej Pomocy
- Koronka do Królowej Apostołów
- Koronka do Krwawych Łez Matki Bożej
- Koronka do Płomienia Miłości Niepokalanego Serca Maryi
- Koronka do Niepokalanego Poczęcia Najświętszej Maryi Panny (Mała Koronka)
- Koronka do Najświętszej Maryi Panny Szkaplerznej (Koronka do Siedmiu Radości i Siedmiu Boleści Najświętszej Maryi Panny)